# Двозубка розчепірена
Двозубка розчепірена, зміївка розчепірена (Cleistogenes squarrosa) — вид квіткових рослин із родини злакових.

## Біоморфологічна характеристика
Багаторічник. Формує низькі горбки. Стеблини колінчасто висхідні, 10–30 см. Листові піхви гладкі. Язичок ≈ 0.2 мм завдовжки. Листові пластини лінійні чи ланцетні, плоскі чи згорнуті, 1–6 × 0.1–0.2 см, верхівка ниткоподібна, поверхня шорсткувата. Волоть 4–7 см, складається з кількох колосочків. Колосочки 5–10 мм, зелені чи пурпурно-зелені, містять 2–4 квіточок. Колоскові луски вузько-ланцетні, нижня 1–2.4 мм, 1-жилкова, верхня 3–5 мм, 1(3)-жилкова. Леми ланцетні, найнижчі 5–6 мм, ворсисті біля країв, дрібно 2-зубчасті, остюк 2.5–7 мм. Палея завдовжки з лему, 2-жилкова, з двома 0.7 мм виступами.

## Середовищне проживання
Зростає у Євразії від сходу України, через Росію, Казахстан, Киргизстан, Монголію, до сходу Китаю.
Населяє луки, гірські схили, сухі піщані та кам’янисті місця.
В Україні вид росте пісках та піщаних степах — на південному сході Степу, спорадично; на півдні Степу у пониззі Дніпра; відомий з м. Дніпра.